# Villa Recaste
Villa Recaste es una localidad argentina ubicada en el departamento Cruz Alta de la Provincia de Tucumán, depende administrativamente de la comuna de Los Ralos, con la cual forma un continuo edilicio. La zona de Villa Recaste corresponde a un loteo cercano al antiguo ingenio (principal motor de la economía local hasta su cierre). e constituyó como el núcleo de referencia de Los Ralos, concentrando la actividad comercial e incluso la primera repartición pública.

## Vías de comunicación
Sus principales vías de comunicación son las rutas provinciales 303 y 321, que la comunican al norte con Colonia Mayo, al sur con Ranchillos, al este con Las Cejas y al oeste con Delfín Gallo.

## Historia
La localidad se formó en 1920 cuando los herederos del francés Bartolomé Recaste (1852-) fundaron la villa, siendo el segundo barrio de Los Ralos tras el que se conoce como Ex Ingenio.

## Población
Integra el aglomerado urbano de la ciudad de Los Ralos, totalizándose una población total de 9,429 habitantes (Indec, 2010)